# Ratkovac
Ratkovac (serbiska: Ратковац, albanska: Ratkovc, Ratkoc) är en ort i Kosovo. Den ligger i den sydvästra delen av landet, 60 km sydväst om huvudstaden Priština. Ratkovac ligger 351 meter över havet och antalet invånare är 3 791.
Terrängen runt Ratkovac är platt åt sydväst, men åt nordost är den kuperad. Runt Ratkovac är det ganska tätbefolkat, med 222 invånare per kvadratkilometer. Närmaste större samhälle är Gjakova, 9,5 km väster om Ratkovac. Trakten runt Ratkovac består till största delen av jordbruksmark.